# Présence africaine
Présence africaine — панафриканский ежеквартальный культурный, политический и литературный журнал, издаваемый в Париже (Франция), основанный Алиуном Диопом в 1947 году. В 1949 году Présence Africaine расширился, включив в себя издательство и книжный магазин на улице Эколь в Латинском квартале Парижа. Журнал оказал большое влияние на панафриканское движение, борьбу за деколонизацию бывших французских колоний, а также на рождение движения негритюда.

## Предпосылки к возникновению издательства
Рождение журнала является частью движения панафриканизма, идеи которого впервые были выражены еще в начала двадцатого века. Интеллектуалам, внесшим вклад в развитие идей панафриканизма, не чужды также идеи сюрреализма и марксизма. В 1936 году Народный фронт противостоит африканцам, живущим во Франции в политической и профсоюзной сфере, и эта тенденция находит отражение и в Сенегале. В конце концов свобода, завоеванная в конце Второй мировой войны, остро ставит вопрос о суверенитете народов и культур в глобальном масштабе, особенно это касается стран Африки. Мало-помалу периодические издания (La Revue du Monde Noir, Légitime Défense, L'Étudiant noir, Tropiques, издаваемые Эме Сезером, и так далее) в начале 1940-х годов начинают давать слово чернокожему населению, публикуя работы его представителей.

## Влияние журнала и издательства на культурную и политическую среду
Первый номер журнала был опубликован в ноябре 1947 года Алиуном Диопом, профессором философии сенегальского происхождения, а также группой интеллектуалов, писателей, социологов и антропологов из Африки, Европы и Америки (среди них — Эме Сезер, Леопольд Седар Сенгор, Альбер Камю, Андре Жид, Жан-Поль Сартр, Теодор Моно, Жорж Баландье, а также Джеймс Болдуин, Пикассо и так далее).
В первом выпуске — с предисловием Андре Жида — Алиун Диоп заявляет: «журнал не находится под идеологическим или политическим послушанием. Он хочет открыть для сотрудничества всех людей доброй воли (белых, желтых или черных), которые, вероятно, помогут нам определить африканскую самобытность и ускорить ее внедрение в современном мире».
Журнал пользуется успехом, и уже в 1949 году создается одноименное издательство. Первая опубликованная статья — противоречивая работа бельгийского миссионера Пласида Темпельса (1906—1977). В следующем 1950 году Алиун Диоп соглашается опубликовать рукопись Джозефа Зобеля, от которой отказались в редакции Альбина Мишеля из-за использования в тексте оборотов речи, вдохновленных креольским. Это роман La Rue Cases-Nègres, хорошо принятый во Франции и на африканском континенте. Джозеф Зобель использует свои детские воспоминания, создавая в этой работе идеальный дуэт: ребенок, который еще не имеет большого опыта в мире, и бабушка, опытная, но пытающаяся смягчить углы (сам он был частично воспитан своей бабушкой).
В течение 1950-х и 1960-х годов журнал (редактором которого становится ученик Диопа, ангольский поэт, один из основателей Ангольской компартии и движения МПЛА Марио Пинту де Андраде; активным автором был другой ангольский поэт — первый командир партизанских отрядов МПЛА Мануэл Лима) активно способствовал появлению независимой африканской культуры. Как истинный интеллектуальный двигатель, он предлагает платформу выбора для растущих деятелей литературного и политического мира.
В 1951 году журнал спонсирует короткометражный документальный фильм, снятый Крисом Маркер и Аленом Рене под названием «Статуи также умирают». Фильм, осуждающий злодеяния колонизации, был выпущен в 1953 году и получил премию Жана-Виго, однако позже в течение десяти лет подвергался цензуре.
В 1956 году Présence africaine собирает в большом амфитеатре Descartes de la Sorbonne первый Конгресс чернокожих писателей и художников, который иногда называют «Культурным Бандунгом» по аналогии с Бандунгской конференцией 1955 года. По итогу первого конгресса было создано Африканское общество культуры. В ныне независимом Сенегале Алиун Диоп и его команда вместе с Леопольдом Седаром Сенгором организуют первый Всемирный фестиваль негритянских искусств в Дакаре, впервые проведенный в 1966 году.
После смерти Алиона Диопа в 1980 году его вдова Кристиан Маме Янде Диоп взяла на себя многие обязанности мужа, в чем ей помогла в том числе их дочь Сюзанна. Пятидесятилетие журнала было торжественно отмечено симпозиумом, организованном в штаб-квартире ЮНЕСКО в Париже с 3 по 5 декабря 1997 года в присутствии многих знаменитый деятелей культуры, искусства и науки. С 19 по 22 сентября 2006 г. Африканское сообщество культуры (неправительственная организация, которая сменила Африканское общество культуры под председательством Нобелевской премии Вуле Соинки), организовало пятидесятую годовщину первого Конгресса чернокожих писателей и художников в Сорбонне и в ЮНЕСКО.
8 апреля 2009 года Кристиан Диоп получил награду кавалера Почетного легиона во Дворце Елисейских.
В конце 2009 года издательством было опубликовано около 300 номеров журнала и около 400 книг.
Директором текущей публикации является Ромуальд Фонкуа, профессор французской и сравнительной литературы в Страсбургском университете.
С 11 ноября 2009 года по 31 января 2010 года в музее набережной Бранли проходила тематическая выставка, посвященная журналу Présence africaine, в рамках празднования столетия со дня рождения его основателя Алиуна Диопа.